# Чемпионат Андорры по футболу 2013/2014
Примера Дивизио 2013/14 (кат. Primera Divisió 2013/14) — девятнадцатый сезон чемпионата Андорры по футболу. В турнире приняло участие 8 клубов и проходил он с 22 сентября 2013 года по 18 мая 2014 года. Чемпионом в седьмой раз в своей истории стал клуб «Санта-Колома» и получил право играть в первом квалификационном раунде Лиги чемпионов 2015/15. Серебряный и бронзовый призёр «Унио Эспортива Санта-Колома» и «Сан-Жулиа» выступят в первом квалификационном раунде Лиги Европы 2014/15. В Сегона Дивизио (второй дивизион) вылетел «Принсипат».
Лучшим бомбардиром стал Луиш Мигел душ Рейш из «Лузитанса» (забивший 13 мячей), Марк Пужол из «Санта-Коломы» был признан лучшим игрокам сезона по версии УЕФА.

## Участники
В чемпионате Андорры приняло участие 8 команд из 6 населённых пунктов.
| Клуб                        | Город               | Позиция в сезоне 2012/13 | Главный тренер                      | Отставки тренеров                  |
| --------------------------- | ------------------- | ------------------------ | ----------------------------------- | ---------------------------------- |
| Интер                       | Эскальдес-Энгордань | 6                        | С 6 тура команда играла без тренера | Жорди Перотес Белмонт (со 2 тура)  |
| Лузитанс                    | Андорра-ла-Велья    | 1                        | Висенте Маркес                      | Карлос Санчес Эстелья (до 14 тура) |
| Ордино                      | Ордино              | 1, Сегона Дивизио        | Хосе Луис Дуке Эгеа                 | Сальвадор Эструх (до 3 тура)       |
| Принсипат                   | Андорра-ла-Велья    | 5                        | Хуан Жозе Идальго Паррадо           |                                    |
| Сан-Жулиа                   | Сан-Жулиа-де-Лория  | 4                        | Рауль Ганете                        |                                    |
| Санта-Колома                | Санта-Колома        | 2                        | Ричард Имбернон                     |                                    |
| Унио Эспортива Санта-Колома | Санта-Колома        | 3                        | Эмилиано Гонсалес                   |                                    |
| Энкам                       | Энкам               | 7                        | Оскар Герреро Санчо                 |                                    |

## Стадионы

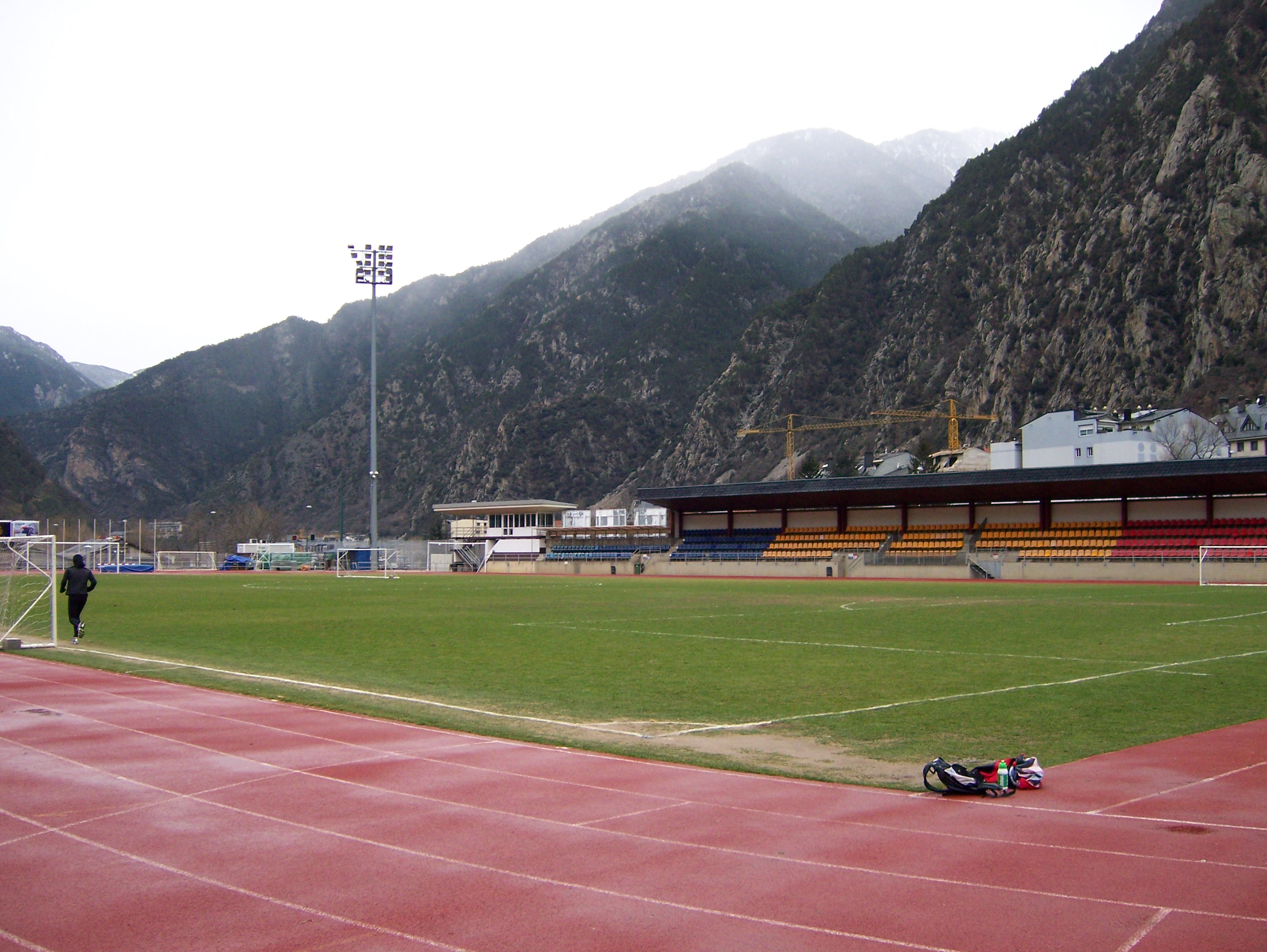
Стадион «Комуналь д’Айшовалль»

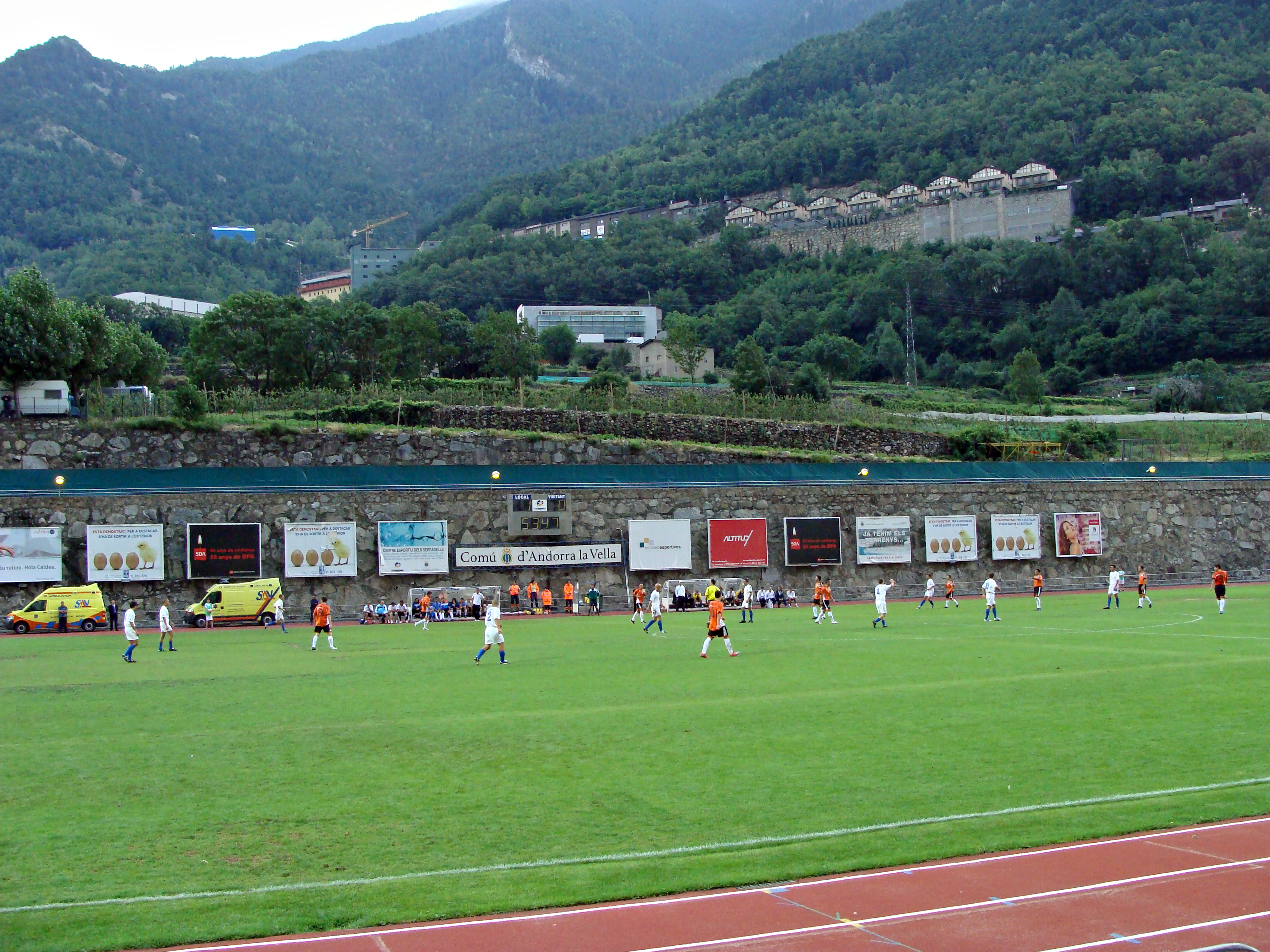
Стадион «Комуналь д'Андорра-ла-Велья»

Футбольная федерация Андорры проводит матчи Примера и Сегона Дивизио на принадлежащих ей стадионах. Также федерация распределяет стадионы и поля для тренировок для каждой команды. В сезоне 2013/14 игры проходили на трёх стадионах: «Комуналь д'Андорра-ла-Велья» вмещающем 1299 человек и находящемся в Андорра-ла-Велья, «Комуналь д’Айшовалль» расположенный на юге Андорры в Сан-Жулиа-де-Лория и вмещающем 899 зрителей. Также матчи проводятся в приграничном с Андоррой испанском городе Алас-и-Серк, на стадионе «Сентре Эспортиу д'Алас», вмещающем 1500 человек.
| Стадион                     | Расположение          | Вместимость |
| --------------------------- | --------------------- | ----------- |
| Комуналь д'Андорра-ла-Велья | Андорра-ла-Велья      | 1299        |
| Комуналь д’Айшовалль        | Сан-Жулиа-де-Лория    | 899         |
| Сентре Эспортиу д'Алас      | Алас-и-Серк (Испания) | 1500        |

## Первый этап
| М | Команда                     | И  | В  | Н | П  | Мячи    | ±   | О  | Примечания            |
| - | --------------------------- | -- | -- | - | -- | ------- | --- | -- | --------------------- |
| 1 | Санта-Колома                | 14 | 10 | 2 | 2  | 41 − 7  | +34 | 32 | Борьба за чемпионство |
| 2 | Лузитанс                    | 14 | 10 | 0 | 4  | 50 − 11 | +39 | 30 | Борьба за чемпионство |
| 3 | Сан-Жулиа                   | 14 | 9  | 3 | 2  | 41 − 14 | +27 | 30 | Борьба за чемпионство |
| 4 | Унио Эспортива Санта-Колома | 14 | 9  | 2 | 3  | 35 − 17 | +18 | 29 | Борьба за чемпионство |
| 5 | Ордино                      | 14 | 6  | 2 | 6  | 26 − 27 | −1  | 20 | Борьба за выживание   |
| 6 | Энкам                       | 14 | 4  | 1 | 9  | 21 − 47 | −26 | 13 | Борьба за выживание   |
| 7 | Интер (Эскальдес)           | 14 | 2  | 1 | 11 | 11 − 41 | −30 | 7  | Борьба за выживание   |
| 8 | Принсипат                   | 14 | 0  | 1 | 13 | 1 − 62  | −61 | 1  | Борьба за выживание   |

И — игры, В — выигрыши, Н — ничьи, П — проигрыши, Мячи — забитые и пропущенные голы, ± — разница голов, О — очки

## Раунд плей-офф

### Борьба за чемпионство
| М | Команда                     | И  | В  | Н | П | Мячи    | ±   | О  | Примечания                                           |
| - | --------------------------- | -- | -- | - | - | ------- | --- | -- | ---------------------------------------------------- |
| 1 | Санта-Колома                | 20 | 13 | 3 | 4 | 50 − 12 | +38 | 42 | Первый квалификационный раунд Лига чемпионов 2014/15 |
| 2 | Унио Эспортива Санта-Колома | 20 | 12 | 3 | 5 | 40 − 24 | +16 | 39 | Первый квалификационный раунд Лиги Европы 2014/15    |
| 3 | Сан-Жулиа                   | 20 | 11 | 5 | 4 | 46 − 19 | +27 | 38 | Первый квалификационный раунд Лиги Европы 2014/15    |
| 4 | Лузитанс                    | 20 | 11 | 2 | 7 | 57 − 20 | +37 | 35 |                                                      |

И — игры, В — выигрыши, Н — ничьи, П — проигрыши, Мячи — забитые и пропущенные голы, ± — разница голов, О — очки

### Борьба за выживание
| М | Команда           | И  | В | Н | П  | Мячи    | ±   | О  | Примечания                          |
| - | ----------------- | -- | - | - | -- | ------- | --- | -- | ----------------------------------- |
| 5 | Ордино            | 20 | 9 | 5 | 6  | 41 − 34 | +7  | 32 |                                     |
| 6 | Энкам             | 20 | 7 | 4 | 9  | 34 − 53 | −19 | 25 |                                     |
| 7 | Интер (Эскальдес) | 20 | 3 | 2 | 15 | 16 − 55 | −39 | 11 | Плей-офф за место в Примера Дивизио |
| 8 | Принсипат         | 20 | 1 | 2 | 17 | 8 − 75  | −67 | 5  | Выбывание в Сегона Дивизио          |

И — игры, В — выигрыши, Н — ничьи, П — проигрыши, Мячи — забитые и пропущенные голы, ± — разница голов, О — очки

## Плей-офф за место в Примера Дивизио
Седьмая команда Примера Дивизио «Интер» встретилась с клубом «Женлай», который занял второе место в Сегона Дивизио 2013/14. По итогам двух встреч в чемпионате Андорры 2014/15 будет выступать «Интер», победивший соперника с общим счётом (6:1).
| Ашаваль 11 мая 2014                       | \| Интер (Эскальдес) \| 4:0 отчёт \| Женлай \| \| А. Родригес 18′, 45′ · Х. Мартин 27′, 91′ \| Голы \| \| | Комуналь д’Айшовалль Судья: Уго Рикардо Жордан Перейра |
| Интер (Эскальдес)                         | 4:0 отчёт                                                                                                 | Женлай                                                 |
| А. Родригес 18′, 45′ · Х. Мартин 27′, 91′ | Голы |                                                        |

| Ашаваль 18 мая 2014 | \| Женлай \| 1:2 отчёт \| Интер (Эскальдес) \| \| Пахарес 36′ \| Голы \| А. Мариньо 71′ · М. Андреас 87′ \| | Комуналь д’Айшовалль Судья: Лаудино Лопес |
| Женлай              | 1:2 отчёт                                                                                                   | Интер (Эскальдес)                         |
| Пахарес 36′         | Голы | А. Мариньо 71′ · М. Андреас 87′           |

## Лучшие бомбардиры
| № | Игрок               | Клуб     | Голов |
| 1 | Луиш Мигел душ Рейш | Лузитанс | 13    |

### Хет-трики
| Игрок               | Клуб                        | Соперник                    | Счёт                     | Дата             |
| ------------------- | --------------------------- | --------------------------- | ------------------------ | ---------------- |
| Себастьян Варела    | Сан-Жулиа                   | Ордино                      | 1:3 (недоступная ссылка) | 22 сентября 2013 |
| Виктор Бернат       | Унио Эспортива Санта-Колома | Энкамп                      | 5:2 (недоступная ссылка) | 22 сентября 2013 |
| Луиш Мигел душ Рейш | Лузитанс                    | Интер (Эскальдес)           | 4:0 (недоступная ссылка) | 6 октября 2013   |
| Луис Бланко         | Санта-Колома                | Принсипат                   | 8:0 (недоступная ссылка) | 10 октября 2013  |
| Хавьер Диас4        | Сан-Жулиа                   | Энкамп                      | 6:0 (недоступная ссылка) | 24 ноября 2013   |
| Бруниньо            | Лузитанс                    | Энкамп                      | 1:6 (недоступная ссылка) | 2 марта 2014     |
| Марк Пужол          | Санта-Колома                | Унио Эспортива Санта-Колома | 0:4 (недоступная ссылка) | 23 марта 2014    |
| Ренато Мота         | Энкамп                      | Интер (Эскальдес)           | 3:0 (недоступная ссылка) | 6 апреля 2014    |
| Родриго Гуида       | Ордино                      | Принсипат                   | 0:4 (недоступная ссылка) | 4 мая 2014       |

4 Игрок забил 4 гола